# Février 1947

## Évènements
- Leonardo Arguello est élu président au Nicaragua (début de mandat le 1er mai. Somoza conserve le titre de Jefe director de la Guardia, la police du régime. Quand Arguello exige la démission de Somoza, il est immédiatement remplacé par un cousin de Somoza, Benjamín Lacayo (27 mai) puis par Víctor Román Reyes (15 août).
- Conférence de Londres ; Ernest Bevin propose la liberté d’émigration juive contre une Palestine unitaire indépendante dans un délai de cinq ans.
- Nationalisation de la production d’électricité au Royaume-Uni.

- 1er février : au Japon, une grève générale prévue par plusieurs organisations est interdite par le général MacArthur.

- 2 février (Grèce) : reprise des combats entre royalistes et communistes en Thrace, en Macédoine et en Thessalie.

- 5 février : pendaison du commandant du camp de Theresienstadt, jugé responsable de la mort de 20 000 Juifs. La veille, plusieurs membres du personnel du camp de Ravensbrück ont été condamnés à mort.

- 6 février[1] : fondation de la Commission du Pacifique Sud.

- 7 février : le communiste Bolesław Bierut est élu président de la République populaire de Pologne. Il nomme le socialiste Joseph Cyranliewicz président du Conseil.

- 10 février : traité de Paris. Traités de paix avec les alliés de l'Allemagne, la Bulgarie, la Finlande, la Hongrie, l’Italie et la Roumanie. Tous ces pays doivent renoncer à la bombe atomique.
  - L’Italie est contrainte à des cessions territoriales (Istrie, une partie de la Vénétie julienne, Trieste).
  - Le traité règle la question de Trieste : un territoire franc est mis sous contrôle de l’ONU, les États-Unis et la Grande-Bretagne administrent une zone qui comprend la ville de Trieste et la Yougoslavie une zone plus petite (Zone B).
  - La Roumanie est contrainte de renoncer à ses droits sur la Bessarabie et la Bucovine du Nord, au profit de l’URSS, ainsi que sur la Dobroudja méridionale, au profit de la Bulgarie, mais récupère la Transylvanie septentrionale. Le paiement de réparations de guerre lui est imposé.
  - L’armée soviétique reste en Hongrie.
  - L’Italie renonce à ses droits sur la Libye.

- 12 février
  - France : le styliste et couturier Christian Dior présente son premier parfum.
  - Birmanie : l'Accord de Panglong[2] ouvre la voie à l'indépendance et à la constitution d'un état birman unifié.
  - Premier défilé de Christian Dior et création du New Look qui va marquer la mode féminine des années suivantes[3].

- 17 février : premières émissions de la radio la Voix de l'Amérique à destination de l'URSS.

- 18 février : devant l’opposition des parties, Londres décide de transmettre le dossier Palestinien aux Nations unies.

- 22 février : Harry S. Truman Loyalty Program : début des enquêtes sur les infiltrations communistes dans l'administration américaine.

- 23 février : création de l'Organisation internationale de normalisation (ISO) à Genève, Suisse.

- 24 février (Argentine) : déclaration des droits du travailleur. Elle ne comprend pas le droit de grève.

- 28 février : 
  - les Britanniques demandent de l'aide aux Américains pour la guerre civile en Grèce ;
  - Première réunion en France de la Commission parlementaire "chargée d'enquêter sur les évènements survenus en France de 1933 à 1945", commission qui cherche a déterminer les responsabilités dans la débâcle de mai-juin 1940

## Naissances
- 1er février : Mike Brant, chanteur israélien († 25 avril 1975).
- 2 février :
  - Farrah Fawcett, actrice, américaine († 25 juin 2009).
  - Deniz Gezmiş, révolutionnaire turc († 6 mai 1972).
  - Gilbert Azibert, magistrat français.
- 3 février : 
  - Melanie, chanteuse américaine († 23 janvier 2024).
  - Paul Auster, écrivain et cinéaste américain († 30 avril 2024).
- 4 février : William Leymergie journaliste, présentateur de Télématin et producteur de télévision.
- 5 février :
  - Mary Louise Cleave, astronaute américaine († 27 novembre 2023).
  - Benoît Jacquot, réalisateur et scénariste français.
- 6 février : Eric Flint, auteur américain de science-fiction et de fantasy († 17 juillet 2022).
- 9 février : Carla Del Ponte, magistrate suisse.
- 10 février : Jean-Claude Tapie, entrepreneur et dirigeant de handball français.
- 13 février : Mike Krzyzewski, entraîneur américain de basket-ball.
- 18 février : José Luis Cuerda, réalisateur espagnol († 4 février 2020).
- 19 février : Lev Rubinstein, poète et essayiste russe († 14 janvier 2024).
- 20 février : Joy Smith, femme politique canadienne.
- 21 février : Yves Boivineau, évêque catholique français, évêque émérite d'Annecy.
- 22 février : Yehonathan Geffen,

écrivain, poète, parolier et journaliste israélien († 19 avril 2023).
- 25 février : 
  - Doug Yule, chanteur et musicien américain.
  - Lee Evans, athlète américain († 19 mai 2021).
- 27 février`:
  - Wayne Marston, homme politique fédéral canadien.
  - Marie-Laure Augry, journaliste française.

## Décès
- 5 février : Salvatore Cardillo, 72 ans, auteur-compositeur italien qui a mis en musique la célèbre chanson napolitaine Core 'ngrato. (° 20 février 1874).
- 6 février :
  - Ellen Wilkinson, femme politique et écrivain britannique (° 8 octobre 1891).
  - Henry Marshall Tory, mathématicien
- 8 février : Joséphine Bakhita ancienne esclave devenue religieuse canossienne canonisée par Jean-Paul II. (8 février 1947).
- 11 février : Kurt Lewin, 57 ans, psychologue américain (° 1890).
- 12 février : Stelletsky, sculpteur, décorateur de théâtre, illustrateur, architecte et peintre iconographe russe (° 1er janvier 1875).
- 14 février : Jack Page, patineur artistique britannique (° 1900).
- 16 février : Alexandre Varenne, homme politique français (° 1870).
- 28 février : Robert Jahoda, relieur polonais (° 28 février 1947).